# Griesgletscher
Griesgletscher – lodowiec o długości 5 km (2005 r.) i powierzchni 6,23 km² (1973 r.).
Lodowiec położony jest w Alpach Pennińskich w kantonie Valais w Szwajcarii.